# Austria en el Festival de la Canción de Eurovisión 2019
Austria participará en el LXIV Festival de la Canción de Eurovisión, que se celebrará en Tel Aviv, Israel del 14 al 18 de mayo del 2019. La televisora austriaca ORF decidió elegir internamente a la cantante Pænda el día 29 de enero de 2019. Participará con la balada "Limits".

## Historia de Austria en el Festival
Austria debutó en el festival de Eurovisión en su segunda edición, en 1957. Desde entonces ha participado en 51 ocasiones, habiendo ganado dos veces: en 1966 con Udo Jürgens con la canción "Mercie, Chérie" y en 2014, con Conchita Wurst y la balada "Rise Like a Phoenix". Desde la introducción de las semifinales de 2004, Austria ha clasificado a la final en 5 ocasiones, mejorando notablemente su trayectoria en el concurso desde su regreso en 2011, tras su pausa del festival de cuatro años.
En 2018, Austria consiguió la tercera plaza con Cesár Sampson y la canción de reminiscencias gospel "Nobody but you", obteniendo 342 puntos; 271 del jurado profesional, votación en la que se colocó primero, y 71 del televoto, donde se posicionó 13°. Previamente había pasado su semifinal en 4° lugar con 231 puntos.

## Representante para Eurovisión

### Elección Interna
El 29 de enero de 2019, la ORF anunció a través del programa radiofónico Hitradio Ö3 a Pænda como su representante en el festival de Eurovisión de 2019. Su canción, "Limits", una balada con toques electrónicos compuesta por ella misma, fue presentada el 8 de marzo, junto a su videoclip oficial a través del canal oficial de YouTube de Eurovisión.

## En Eurovisión
De acuerdo a las reglas del festival, todos los concursantes inician desde las semifinales, a excepción del anfitrión (en este caso, Israel) y el Big Five compuesto por Alemania, España, Francia, Italia y Reino Unido. En el sorteo realizado el 28 de enero de 2019, Austria fue sorteado en la segunda semifinal del festival. En este mismo sorteo, se determinó que participaría en la primera mitad de la semifinal (posiciones 1-9). Semanas después, ya conocidos los artistas y sus respectivas canciones participantes, la producción del programa dio a conocer el orden de actuación, determinando que Austria participará en la novena posición, precedido por Suecia y seguido de Croacia.